# Полиномиальное распределение
Полиномиа́льное (мультиномиа́льное) распределе́ние в теории вероятностей — это обобщение биномиального распределения на случай n>1 независимых испытаний случайного эксперимента с k>2 возможными исходами.

## Определение
Пусть {\displaystyle X_{1},\ldots ,X_{n}} — независимые одинаково распределённые случайные величины, такие, что их распределение задаётся функцией вероятности:
{\displaystyle \mathbb {P} (X_{i}=j)=p_{j},\;j=1,\ldots ,k}.
Интуитивно событие {\displaystyle \{X_{i}=j\}} означает, что испытание с номером {\displaystyle i} привело к исходу {\displaystyle j}. Пусть случайная величина {\displaystyle Y_{j}} равна количеству испытаний, приведших к исходу {\displaystyle j}:
{\displaystyle Y_{j}=\sum _{i=1}^{n}\mathbf {1} _{\{X_{i}=j\}},\;j=1,\ldots ,k}.
Тогда распределение вектора {\displaystyle \mathbf {Y} =(Y_{1},\ldots ,Y_{k})^{\top }} имеет функцию вероятности
{\displaystyle p_{\mathbf {Y} }(\mathbf {y} )=\left\{{\begin{matrix}{n \choose {y_{1}\ldots y_{k}}}p_{1}^{y_{1}}\ldots p_{k}^{y_{k}},&\sum \limits _{j=1}^{k}y_{j}=n\\0,&\sum \limits _{j=1}^{k}y_{j}\not =n\end{matrix}}\right.,\quad \mathbf {y} =(y_{1},\ldots ,y_{k})^{\top }\in \mathbb {N} _{1}^{k}},
где
{\displaystyle {n \choose {y_{1}\ldots y_{k}}}\equiv {\frac {n!}{y_{1}!\ldots y_{k}!}}} — мультиномиальный коэффициент.

## Вектор средних и матрица ковариации
Математическое ожидание случайной величины {\displaystyle Y_{j}} имеет вид:
{\displaystyle \mathbb {E} [Y_{j}]=np_{j}}.
Диагональные элементы матрицы ковариации {\displaystyle \Sigma =(\sigma _{ij})} являются дисперсиями биномиальных случайных величин, а следовательно
{\displaystyle \sigma _{jj}=\mathrm {D} [Y_{j}]=np_{j}(1-p_{j}),\;j=1,\ldots ,k}.
Для остальных элементов имеем
{\displaystyle \sigma _{ij}=\mathrm {cov} (Y_{i},Y_{j})=-np_{i}p_{j},\;i\not =j}.
Ранг матрицы ковариации мультиномиального распределения равен {\displaystyle k-1}.